# Décret n° 2020-1396 du 17 novembre 2020 relatif à la signalisation matérialisant les angles morts sur les véhicules dont le poids total autorisé en charge excède 3,5 tonnes
1. redirectSignalisation Angles Morts